# Martin Brunner
Martin Brunner (ur. 23 kwietnia 1963 w Zurychu) – szwajcarski piłkarz grający na pozycji bramkarza.

## Kariera klubowa
Piłkarską karierę Brunner rozpoczął w rodzinnym Zurychu, w klubie Grasshopper Club i w sezonie 1983/1984 zadebiutował w jego barwach w rozgrywkach pierwszej ligi szwajcarskiej i jako rezerwowy został wicemistrzem kraju. Już w swoim drugim sezonie stał się podstawowym bramkarzem "Koników Polnych". W 1988 roku zdobył swój pierwszy szwajcarski puchar, a osiągnięcie to powtórzył także w dwóch kolejnych sezonach. W 1990 roku został też po raz drugi mistrzem kraju, a w 1991 roku obronił z Grasshoppers tytuł mistrzowski. W 1994 roku znów został zdobywcą krajowego pucharu, a po sezonie odszedł z klubu, dla którego wystąpił 276 razy w lidze Szwajcarii.
W 1994 roku Brunner został bramkarzem zespołu Lausanne Sports. W klubie z Lozanny wygrał rywalizację o miejsce w bramce z Fabrice'em Borerem i został pierwszym golkiperem. W Lausanne bronił przez pięć sezonów. W swoich dwóch ostatnich, czyli 1997/1998 i 1998/1999 wywalczył Puchar Szwajcarii. Po tym ostatnim sukcesie zakończył swoją karierę w wieku 36 lat.
| Sezon   | Klub             | Kraj       | Rozgrywki      | Mecze | Bramki |
| ------- | ---------------- | ---------- | -------------- | ----- | ------ |
| 1983/84 | Grasshopper Club | Szwajcaria | Nationalliga A | 2     | 0      |
| 1984/85 | Grasshopper Club | Szwajcaria | Nationalliga A | 30    | 0      |
| 1985/86 | Grasshopper Club | Szwajcaria | Nationalliga A | 30    | 0      |
| 1986/87 | Grasshopper Club | Szwajcaria | Nationalliga A | 30    | 0      |
| 1987/88 | Grasshopper Club | Szwajcaria | Nationalliga A | 36    | 0      |
| 1988/89 | Grasshopper Club | Szwajcaria | Nationalliga A | 36    | 0      |
| 1989/90 | Grasshopper Club | Szwajcaria | Nationalliga A | 36    | 0      |
| 1990/91 | Grasshopper Club | Szwajcaria | Nationalliga A | 36    | 0      |
| 1991/92 | Grasshopper Club | Szwajcaria | Nationalliga A | 27    | 0      |
| 1992/93 | Grasshopper Club | Szwajcaria | Nationalliga A | 15    | 0      |
| 1993/94 | Grasshopper Club | Szwajcaria | Nationalliga A | 36    | 0      |
| 1994/95 | Lausanne Sports  | Szwajcaria | Nationalliga A | 34    | 0      |
| 1995/96 | Lausanne Sports  | Szwajcaria | Nationalliga A | 36    | 0      |
| 1996/97 | Lausanne Sports  | Szwajcaria | Nationalliga A | 36    | 0      |
| 1997/98 | Lausanne Sports  | Szwajcaria | Nationalliga A | 36    | 0      |
| 1998/99 | Lausanne Sports  | Szwajcaria | Nationalliga A | 33    | 0      |

## Kariera reprezentacyjna
W reprezentacji Szwajcarii Brunner zadebiutował 9 kwietnia 1986 roku w przegranym 0:1 towarzyskim meczu z Niemcami. W 1994 roku został powołany przez selekcjonera Roya Hodgsona do kadry na Mistrzostwa Świata w Stanach Zjednoczonych. Tam jednak był rezerwowym i nie rozegrał żadnego spotkania będąc dublerem dla Marca Pascolo. Po raz ostatni w kadrze wystąpił w kwietniu 1999 roku w zremisowanym 1:1 sparingu z Grecją. Łącznie w drużynie narodowej rozegrał 36 spotkań.